# Pays-Bas au Concours Eurovision de la chanson 1978
Les Pays-Bas ont participé au Concours Eurovision de la chanson 1978 le 22 avril à Paris. C'est la 23e participation des Pays-Bas au Concours Eurovision de la chanson.
Le pays est représenté par le groupe Harmony et la chanson 't Is OK, sélectionnés au moyen d'une finale nationale organisée par la Nederlandse Omroep Stichting (NOS).

## Sélection

### Nationaal Songfesival 1978
Le radiodiffuseur néerlandais, la Nederlandse Omroep Stichting (NOS), organise la 21e édition du Nationaal Songfestival (nl), pour sélectionner l'artiste et la chanson représentant les Pays-Bas au Concours Eurovision de la chanson 1978.
Le Nationaal Songfesival 1978, présenté par Willem Duys (nl), a eu lieu le 22 février 1978 au Centre des congrès des Pays-Bas (nl) à La Haye.

#### Finale

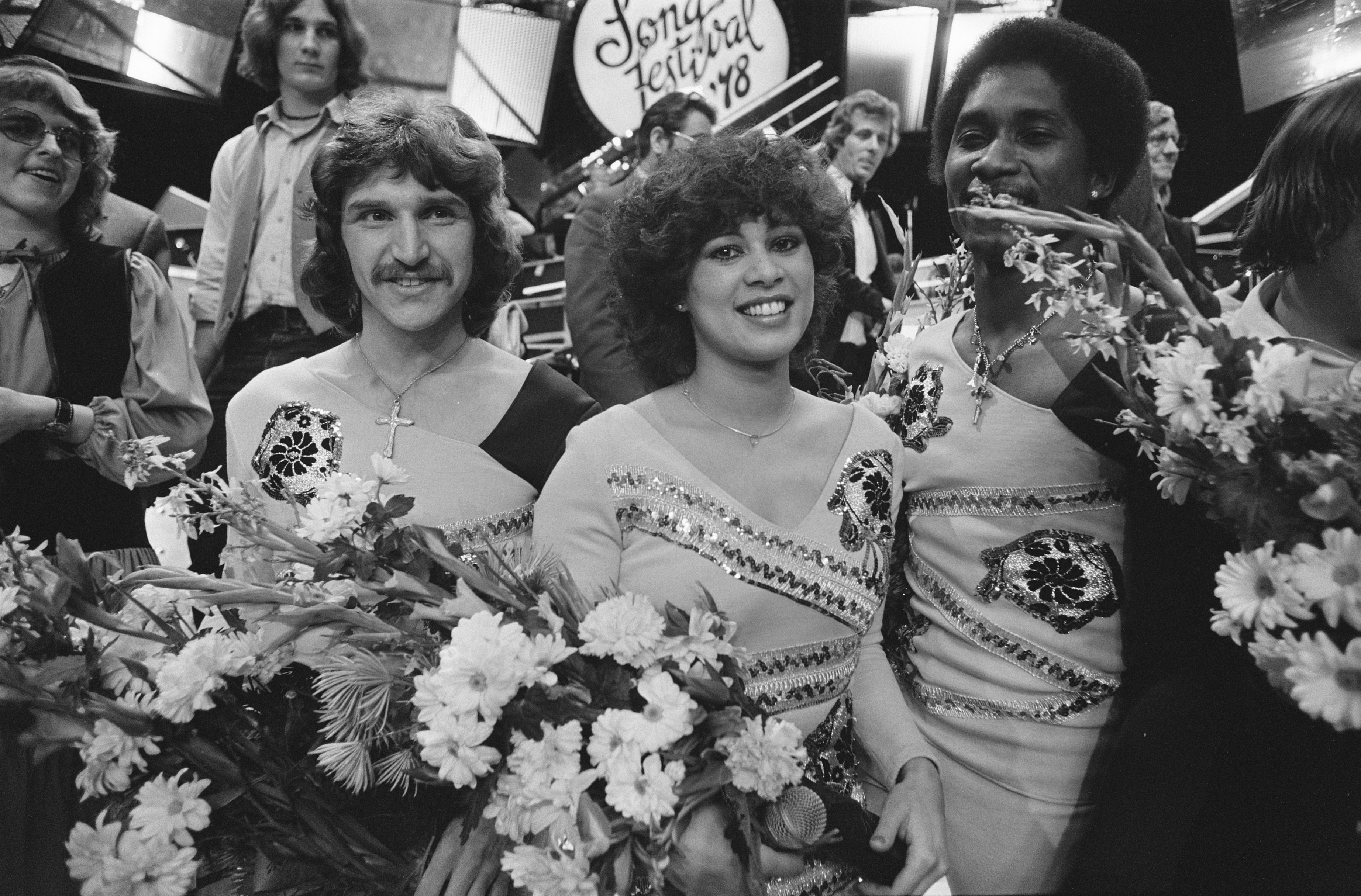
Le groupe Harmony après avoir remporté le Nationaal Songfestival de 1978.

Huit chansons ont été interprétées au Nationaal Songfesival 1978 par deux groupes et deux chanteurs différents. Elles sont toutes interprétées en néerlandais, langue nationale des Pays-Bas.
| Ordre | Artiste            | Chanson                 | Traduction                 | Points | Place |
| ----- | ------------------ | ----------------------- | -------------------------- | ------ | ----- |
| 1     | Barry Duncan       | Duncan                  | –                          | 24     | 2     |
| 2     | Harmony (en)       | Bim Bam Bom             | –                          | 19     | 3     |
| 3     | The Internationals | Heel nu en dan          | Quelquefois                | 7      | 6     |
| 4     | Kimm               | Jaimie                  | –                          | 12     | 4     |
| 5     | Barry Duncan       | Rosamunde               | –                          | 6      | 7     |
| 6     | Harmony            | 't Is OK                | C'est d'accord             | 36     | 1     |
| 7     | The Internationals | Boem boem boem          | –                          | 10     | 5     |
| 8     | Kimm               | Dit is mijn dag vandaag | C'est mon jour aujourd'hui | 6      | 7     |

Lors de cette sélection, c'est la chanson 't Is OK, interprétée par Harmony, qui fut choisie.
Le chef d'orchestre sélectionné pour les Pays-Bas à l'Eurovision 1978 est Harry van Hoof (en).

## À l'Eurovision

### Points attribués par les Pays-Bas
| 12 points | Israël      |
| 10 points | Monaco      |
| 8 points  | Suisse      |
| 7 points  | Allemagne   |
| 6 points  | France      |
| 5 points  | Belgique    |
| 4 points  | Espagne     |
| 3 points  | Luxembourg  |
| 2 points  | Royaume-Uni |
| 1 point   | Danemark    |

### Points attribués aux Pays-Bas
| 12 points           | 10 points   | 8 points      | 7 points | 6 points         |
| ------------------- | ----------- | ------------- | -------- | ---------------- |
| - Israël            |             |               |          | - Luxembourg     |
| 5 points            | 4 points    | 3 points      | 2 points | 1 point          |
| - Danemark - Italie | - Allemagne | - Royaume-Uni |          | - Monaco - Suède |

Harmony interprète 't Is OK en 11e position, suivant la Belgique et précédant la Turquie. 
Au terme du vote final, les Pays-Bas terminent 13es sur 20 pays, ayant reçu 37 points au total provenant de huit pays,.